# Zoobotryon verticillatum
Zoobotryon verticillatum är en mossdjursart som först beskrevs av Delle Chiaje 1828.  Zoobotryon verticillatum ingår i släktet Zoobotryon och familjen Vesiculariidae. Inga underarter finns listade i Catalogue of Life.